# Denis Wiehe
Denis Wiehe CSSp (Curepipe, 21 de maio de 1940) é um ministro Maurício-Seychelles e bispo católico romano emérito de Port Victoria, Seychelles.
Denis Wiehe ingressou na ordem espiritana e foi ordenado sacerdote em 17 de agosto de 1969.
O Papa João Paulo II o nomeou Bispo Coadjutor de Port Victoria em 24 de abril de 2001. O Bispo de Port Victoria, Xavier-Marie Baronnet SJ, o consagrou em 15 de agosto do mesmo ano; Os co-consagradores foram Maurice Piat CSSp, Bispo de Port-Louis, Michel Malo IdP, Arcebispo de Antsiranana, e Gilbert Guillaume Marie-Jean Aubry, Bispo de Saint-Denis-de-La Réunion.
Com a aposentadoria de Xavier-Marie Baronnet, ele o sucedeu em 1º de junho de 2002 como Bispo de Port Victoria.
O Papa Francisco aceitou sua aposentadoria em 10 de setembro de 2020.